# شرابة الحرير الغرابية
شرابة الحرير الغرابية (الاسم العلمي:Garrya corvorum) هي نوع من النباتات يتبع جنس شرابة الحرير من فصيلة شرابات الحرير.